# Sob Rock
| Совокупная оценка | Совокупная оценка |
| Источник          | Оценка            |
| ----------------- | ----------------- |
| Metacritic        | 69/100            |
| Оценки критиков   |                   |
| Источник          | Оценка            |
| AllMusic          | [ 2 ]             |
| The Independent   | [ 3 ]             |
| NME               | [ 4 ]             |
| Pitchfork         | 6.1/10            |
| Rolling Stone     | [ 6 ]             |

Sob Rock — восьмой студийный альбом американского рок-музыканта Джона Мейера, вышедший 16 июля 2021 года на лейбле Columbia Records. Сопродюсерами были Мейер, Don Was, No I.D. и Chad Franscoviak. Сингл «New Light» вышел в мае 2018 года и был включён в альбом, так же как и ещё два сингла 2019 года, «I Guess I Just Feel Like» и «Carry Me Away». Лид-сингл «Last Train Home» вышел 4 июня 2021 с участием певицы Maren Morris. Мейер планирует концертный тур вместе с Dead & Company с августа по октябрь 2021. Диск дебютировал на № 2 в американском хит-параде Billboard 200 и на первых местах в чартах Top Rock Albums, Top Album Sales и Americana/Folk Albums).

## Об альбоме
Первоначально Майер утверждал, что альбом должен быть выпущен в середине апреля 2021 года. Однако позже он объявил о переносе записи на 16 июля. Он был записан между концом 2017 и началом 2021 года. Майер выпустил «Last Train Home» в качестве сингла 4 июня 2021 года. До этого клипы трека были размещены в аккаунте Майера TikTok в конце марта 2021 года. Также было объявлено, что альбом будет выпущен в физических форматах с добавлением различных виниловых и кассетных изданий. Когда альбом был издан, следующим синглом альбома стал «Shot in the Dark». И на «Last Train Home», и на «Shot in the Dark» сразу же появились видеоклипы.

## Отзывы
Альбом получил положительные и умеренные отзывы музыкальных критиков и интернет-изданий. В агрегаторе Metacritic, устанавливающем в среднем оценку до ста, основанную на профессиональных рецензиях, альбом получил 69 баллов на основе 8 полученных рецензий.

## Коммерческий успех
Альбом дебютировал на № 2 в американском хит-параде Billboard 200 с тиражом 84,000 эквивалентных единиц в первую неделю выхода, включая 61 тыс. копий продаж (что позволило ему стать top-selling album недели), SEA units comprise 22 тыс. стриминговых SEA-единиц (или  28,59 млн потоков on-demand альбомных треков) и 1 тыс. трековых TEA-единиц. Это его 10-й альбом в top-10 чарта Billboard 200. Ранее он там был с дисками: The Search for Everything (№ 2 в 2017); The Search for Everything: Wave One (№ 2, 2017); Paradise Valley (№ 2, 2013); Born and Raised (№ 1, 2012); Battle Studies (№ 1, 2009); Where the Light Is: John Mayer Live in Los Angeles (№ 5, 2008); Continuum (№ 2, 2006); Heavier Things (№ 1, 2003); Room for Squares (№ 8, 2003).

## Список композиций
Слова и музыка всех песен — Джона Мейера, кроме обозначенных.
| №                   | Название                                | Длительность |
| ------------------- | --------------------------------------- | ------------ |
| 1.                  | «Last Train Home»                       | 3:07         |
| 2.                  | «Shouldn't Matter but It Does»          | 3:56         |
| 3.                  | «New Light» (John Mayer, Ernest Wilson) | 3:37         |
| 4.                  | «Why You No Love Me»                    | 4:15         |
| 5.                  | «Wild Blue»                             | 4:12         |
| 6.                  | «Shot in the Dark»                      | 4:09         |
| 7.                  | «I Guess I Just Feel Like»              | 4:46         |
| 8.                  | «Til the Right One Comes»               | 3:41         |
| 9.                  | «Carry Me Away»                         | 2:39         |
| 10.                 | «All I Want Is to Be with You»          | 4:04         |
| Общая длительность: | Общая длительность:                     | 38:26        |

## Позиции в чартах
| Чарт (2021)                            | Высшая позиция |
| -------------------------------------- | -------------- |
| Австралия (ARIA)                       | 3              |
| Австрия (Ö3 Austria)                   | 8              |
| Бельгия/Фландрия (Ultratop)            | 3              |
| Бельгия/Валлония (Ultratop)            | 17             |
| Канада (Canadian Albums Chart)         | 4              |
| Дания (Hitlisten)                      | 4              |
| Нидерланды (Album Top 100)             | 1              |
| Финляндия (Suomen virallinen lista)    | 13             |
| Германия (Offizielle Top 100)          | 5              |
| Ирландия (Irish Albums Chart)          | 14             |
| Италия (FIMI)                          | 21             |
| Литва (AGATA)                          | 57             |
| Новая Зеландия (RMNZ)                  | 4              |
| Норвегия (VG-lista)                    | 6              |
| Шотландия (Scottish Albums Chart)      | 2              |
| Швеция (Sverigetopplistan)             | 5              |
| Швейцария (Schweizer Hitparade)        | 4              |
| Великобритания (UK Albums Chart)       | 4              |
| США (Billboard 200)                    | 2              |
| США (Billboard Top Rock Albums)        | 1              |
| США (Billboard, Top Album Sales)       | 1              |
| США (Billboard, Vinyl Albums)          | 1              |
| США (Billboard, Americana/Folk Albums) | 1              |